# Sitaris
Genre
Sitaris est un genre d'insectes coléoptères de la famille des Meloidae.

## Espèces rencontrées en Europe
- Sitaris (Sitaris) emiliae Escherich 1897
- Sitaris (Sitaris) melanurus Küster 1849
- Sitaris (Sitaris) muralis (Forster 1771)
- Sitaris (Sitaris) rufipennis Küster 1849
- Sitaris (Sitaris) rufiventris Kraatz 1884
- Sitaris (Sitaris) solieri Pecchioli 1839
- Sitaris (Sitaris) tauricus Motschulsky 1873